# النعمه
النعمه (به عربی: النعمة) شهری در موریتانی و مرکز استان حوض شرقی است. النعمه ۲۱٬۹۷۹ نفر جمعیت دارد و ۲۸۰ متر بالاتر از سطح دریا واقع شده‌است.